# Aubigny-les-Pothées
Pour les articles homonymes, voir Aubigny.
Aubigny-les-Pothées (autrefois « Albiniacum »)  est une commune française, située dans le département des Ardennes en région Grand Est.

## Géographie
|             | Cernion             | Vaux-Villaine      |
| Logny-Bogny | Aubigny-les-Pothées | Lépron-les-Vallées |
| Marlemont   | Signy-l'Abbaye      |                    |

### Hydrographie
La commune est traversée par la ligne de partage des eaux entre  les bassins hydrographiques Rhin-Meuse et Seine-Normandie. Elle est drainée par l'Audry,.
L'Audry, d'une longueur de 20 km, prend sa source dans la commune d'Marlemont et se jette  dans la Sormonne à Remilly-les-Pothées, après avoir traversé neuf communes.

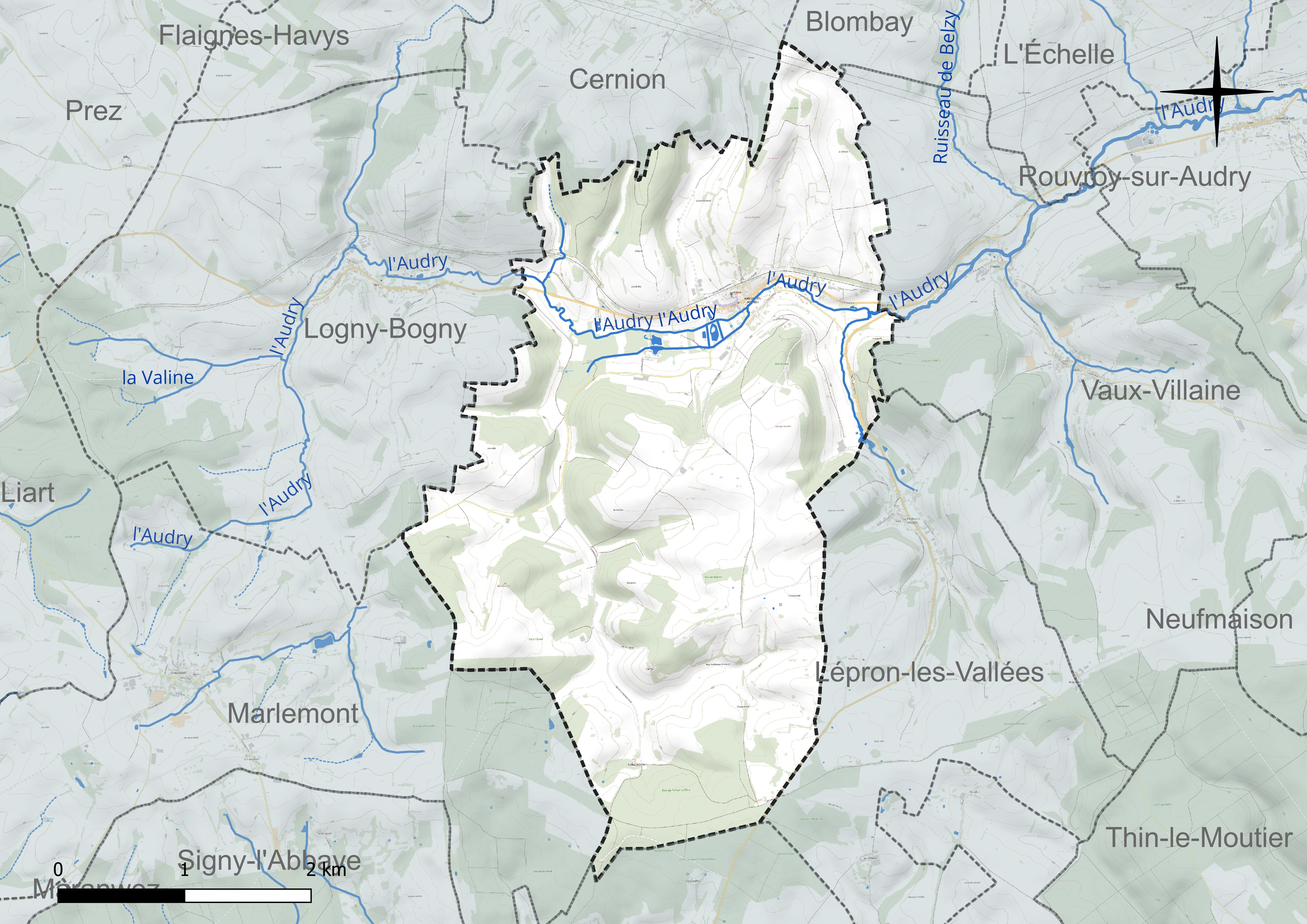
Réseaux hydrographique d'Aubigny-les-Pothées.

### Climat
Pour des articles plus généraux, voir Climat du Grand Est et Climat des Ardennes.
En 2010, le climat de la commune est de type climat de montagne, selon une étude du Centre national de la recherche scientifique s'appuyant sur une série de données couvrant la période 1971-2000. En 2020, Météo-France publie une typologie des climats de la France métropolitaine dans laquelle la commune est exposée à un climat océanique altéré et est dans la région climatique Nord-est du bassin Parisien, caractérisée par un ensoleillement médiocre, une pluviométrie moyenne régulièrement répartie au cours de l’année et un hiver froid (3 °C).
Pour la période 1971-2000, la température annuelle moyenne est de 9,7 °C, avec une amplitude thermique annuelle de 15,5 °C. Le cumul annuel moyen de précipitations est de 953 mm, avec 14,8 jours de précipitations en janvier et 9,6 jours en juillet. Pour la période 1991-2020, la température moyenne annuelle observée sur la station météorologique de Météo-France la plus proche, « Signy-l'abbaye », sur la commune de Signy-l'Abbaye à 9 km à vol d'oiseau, est de 10,2 °C et le cumul annuel moyen de précipitations est de 1 060,5 mm. 
La température maximale relevée sur cette station est de 40 °C, atteinte le 25 juillet 2019 ; la température minimale est de −20,5 °C, atteinte le 17 janvier 1985,,.
Les paramètres climatiques de la commune ont été estimés pour le milieu du siècle (2041-2070) selon différents scénarios d'émission de gaz à effet de serre à partir des nouvelles projections climatiques de référence DRIAS-2020. Ils sont consultables sur un site dédié publié par Météo-France en novembre 2022.

## Urbanisme

### Typologie
Au 1er janvier 2024, Aubigny-les-Pothées est catégorisée commune rurale à habitat dispersé, selon la nouvelle grille communale de densité à 7 niveaux définie par l'Insee en 2022.
Elle est située hors unité urbaine. Par ailleurs la commune fait partie de l'aire d'attraction de Charleville-Mézières, dont elle est une commune de la couronne,. Cette aire, qui regroupe 132 communes, est catégorisée dans les aires de 50 000 à moins de 200 000 habitants,.

### Occupation des sols
L'occupation des sols de la commune, telle qu'elle ressort de la base de données européenne d’occupation biophysique des sols Corine Land Cover (CLC), est marquée par l'importance des territoires agricoles (67,9 % en 2018), une proportion sensiblement équivalente à celle de 1990 (68,3 %). La répartition détaillée en 2018 est la suivante : 
prairies (38,3 %), forêts (29,8 %), terres arables (23,6 %), zones agricoles hétérogènes (6,1 %), zones urbanisées (2,3 %). L'évolution de l’occupation des sols de la commune et de ses infrastructures peut être observée sur les différentes représentations cartographiques du territoire : la carte de Cassini (XVIIIe siècle), la carte d'état-major (1820-1866) et les cartes ou photos aériennes de l'IGN pour la période actuelle (1950 à aujourd'hui).

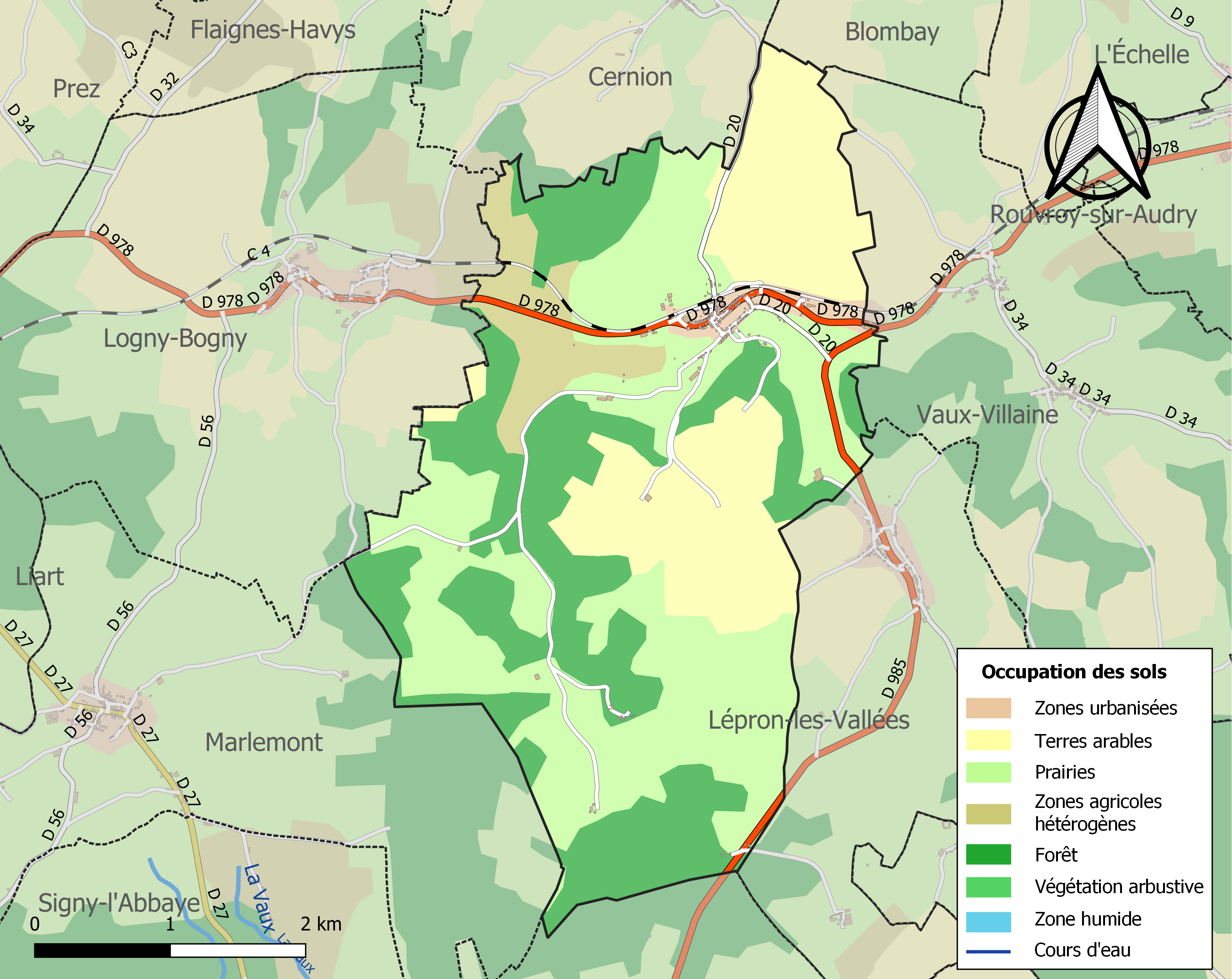
Carte des infrastructures et de l'occupation des sols de la commune en 2018 (CLC).

## Toponymie
Les-Pothées sont attestés sous les formes bailly des Posteis en 1341.
Les Pot(h)ées (de Potestatibus ou propriété avec la notion de souveraineté), pluriel de l'oïl poesté , seigneurie, étendue de la domination du seigneur, juridiction, district, un domaine ecclésiastique, une possession du chapitre de Reims. Les seigneurs de Rumigny en deviennent les avouées. Un bailliage se constitue. Remilly-les-Pothées, malgré son nom, ne faisait pas partie de la baronnie des Potées.

## Histoire
Deux nécropoles mérovingiennes ont été identifiées sur le territoire de cette commune, l'une au lieu-dit Bocmont, l'autre au lieu-dit la Croix-Ancelet. Les corps présentaient la position caractéristique bras le long du corps et jambes écartées prédominante dans la région au VIe siècle et au VIIe siècle.
Au XIIIe siècle, le village est le principal bourg au sein d'un domaine ecclésiastique, les Potées (de Potestatibus ou propriété avec la notion de souveraineté), une possession du chapitre de Reims. Une lettre h s'est introduite ultérieurement dans l'orthographe du nom. Aubigny était la principale localité de cette possession.
Très vite, les seigneurs de Rumigny en deviennent les avouées. Un bailliage se constitue.
En 1200, Nicolas IV de Rumigny est excommunié par Guillaume aux Blanches-Mains, évêque de Reims, pour les torts et dommages dont il s’est rendu coupable envers l’église de Reims en outrepassant ses droits (exactions et redevances illégales sur les habitants, pendaison d’un assassin, etc.). Le pape Innocent III intervient même par un bref du 21 janvier 1201 et confirme la sentence. Finalement, le seigneur rend aux chanoines les bois d’Aubigny, de Flaignes, de Logny, de Prez et des Oliviers, et les dédommage pour les dégâts commis dans leurs propriétés ; il renonce également aux droits injustes qu’il prélevait sur les habitants et conserve ainsi l’avouerie reçue à la mort de son cousin Geoffroy de Balehan.
Dans les années 1270, Isabelle de Rumigny, héritière de Rumigny, Florennes (Belgique), Boves, etc., épouse Thibaut de Lorraine, fils aîné du duc Ferry III, de sorte que les nombreuses propriétés des Rumigny passent à la maison de Lorraine.
Aubigny est assiégée pas les Armagnacs pendant la Guerre de Cent Ans, en 1436, les Liégeois brûlent le château
En 1521, les forces impériales ravagent le village qui subit la peste de 1632.
En 1643, lors de la bataille de Rocroi, Aubigny est de nouveau ravagée par les flammes. Riche de 105 feux avant la bataille, elle n'en compte plus que 35 au sortir de celle-ci. Rançons et incendies des ennemis, fouragement des troupes de comte de Guiche.
Aux premiers jours de la Première Guerre mondiale, en 1914, l'église du village sert d’hôpital très sommaire. De la paille éparpillée sur le sol sert de lit aux blessés.

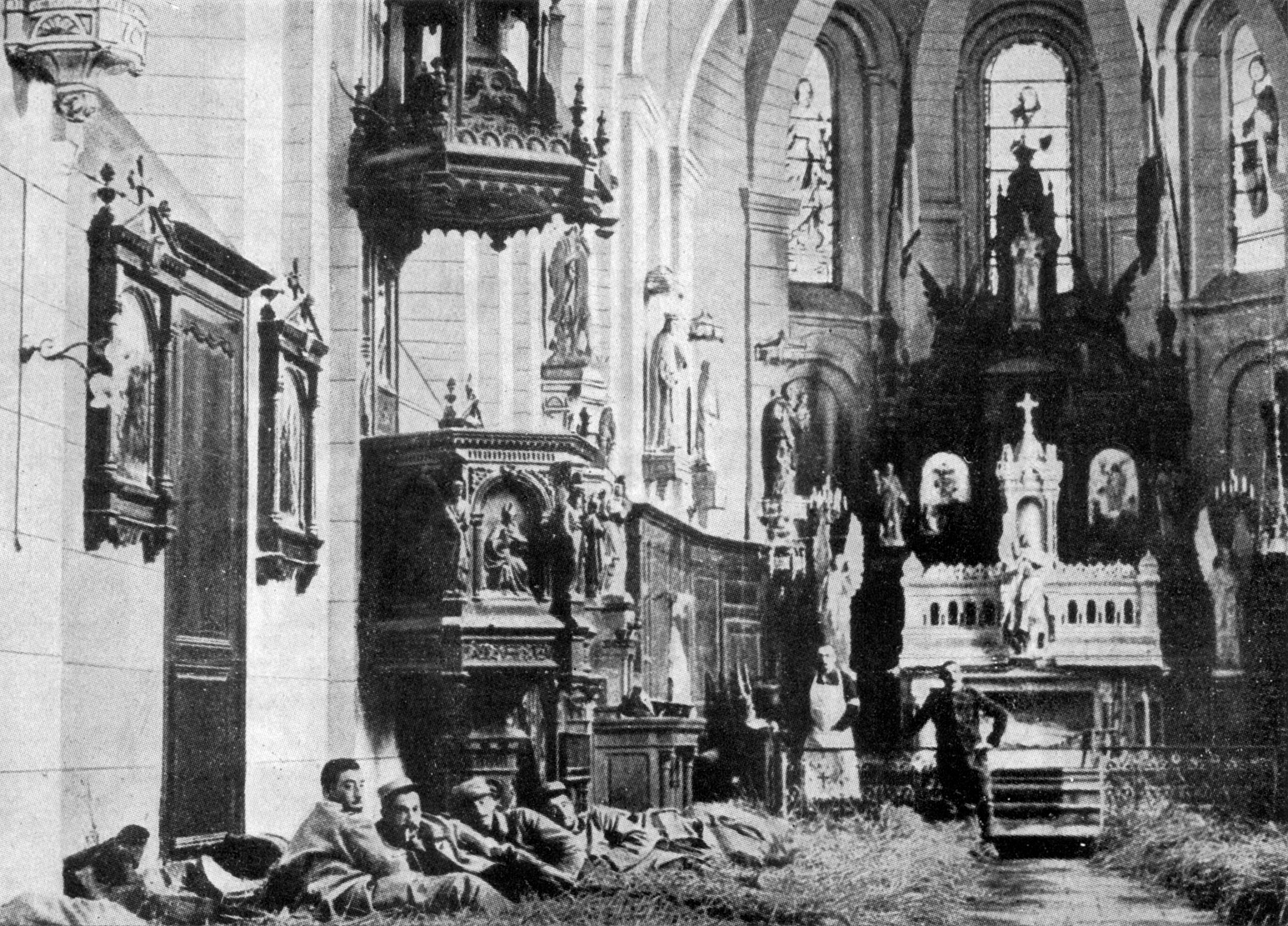
Hospital Unpreparedness NGM-v31-p. 343.

## Politique et administration
| Période                                  | Période                   | Identité                                          | Étiquette | Qualité |
| ---------------------------------------- | ------------------------- | ------------------------------------------------- | --------- | ------- |
| ?                                        | ?                         | Nicolas Armand Lecerre né en 1828, décédé en 1883 |           |         |
| 1953                                     |                           | Claude Béroard                                    | CNI       | Notaire |
| mars 2001                                | En cours (au 25 mai 2020) | Alain Malherbe Réélu pour la mandat 2020-2026     | Cap21     |         |
| Les données manquantes sont à compléter. |                           |                                                   |           |         |

Aubigny-les-Pothées a adhéré à la charte du parc naturel régional des Ardennes, à sa création en décembre 2011.

## Démographie
L'évolution du nombre d'habitants est connue à travers les recensements de la population effectués dans la commune depuis 1793. Pour les communes de moins de 10 000 habitants, une enquête de recensement portant sur toute la population est réalisée tous les cinq ans, les populations de référence des années intermédiaires étant quant à elles estimées par interpolation ou extrapolation. Pour la commune, le premier recensement exhaustif entrant dans le cadre du nouveau dispositif a été réalisé en 2005.

En 2022, la commune comptait 306 habitants, en évolution de −3,77 % par rapport à 2016 (Ardennes : −2,97 %, France hors Mayotte : +2,11 %).
| 1793 | 1800 | 1806 | 1821 | 1831 | 1836 | 1841 | 1846 | 1851 |
| ---- | ---- | ---- | ---- | ---- | ---- | ---- | ---- | ---- |
| 345  | 417  | 378  | 364  | 417  | 380  | 347  | 379  | 401  |

| 1866 | 1872 | 1876 | 1881 | 1886 | 1891 | 1896 | 1901 | 1906 |
| ---- | ---- | ---- | ---- | ---- | ---- | ---- | ---- | ---- |
| 414  | 419  | 425  | 401  | 402  | 400  | 373  | 382  | 411  |

| 1911 | 1921 | 1926 | 1931 | 1936 | 1946 | 1954 | 1962 | 1968 |
| ---- | ---- | ---- | ---- | ---- | ---- | ---- | ---- | ---- |
| 418  | 358  | 380  | 362  | 385  | 304  | 350  | 375  | 410  |

| 1975 | 1982 | 1990 | 1999 | 2005 | 2006 | 2010 | 2015 | 2020 |
| ---- | ---- | ---- | ---- | ---- | ---- | ---- | ---- | ---- |
| 392  | 360  | 319  | 319  | 324  | 329  | 349  | 319  | 307  |

| 2022 | - | - | - | - | - | - | - | - |
| ---- | - | - | - | - | - | - | - | - |
| 306  | - | - | - | - | - | - | - | - |

## Culture locale et patrimoine

### Lieux et monuments
- L'église Saint-Martin, deuxième moitié du XIXe, inscrit aux monuments historiques en 2019

### Personnalités liées à la commune
- Édouard Piette (1827-1906), archéologue et préhistorien né à Aubigny-les-Pothées.

### Héraldique
| Armes d’Aubigny les Pothées | Les armes d’Aubigny les Pothées se blasonnent ainsi : D'azur à la croix d'argent cantonnée de quatre fleurs de lys d'or. |